# Marcantonio Grillo, III marchese di Clarafuente
Don Marcantonio Grillo, III marchese di Clarafuente (Genova, 26 settembre 1643 – 12 settembre 1706), è stato un nobile italiano.

## Biografia
Figlio di Agapito III Grillo, II Marchese di Clarafuente e di Maria De Mari, fu un importante esponente della famiglia genovese dei Grillo che acquistò nel 1691 i feudi delle città di Carinola con i suoi quattro casali (Casanova, Falciano, Nocelleto e Casale), le terre di Rocca Mondragone, l'annesso castello medievale e i suoi casali (Sant'Angelo e San Nicola), situati in Terra di Lavoro.
Grazie all'acquisto di questi feudi appartenuti ai Carafa, divenne anche Barone di Mondragone e Carinola nel 1692 e I Marchese di Capriata nel 1696. Questi titoli si aggiunsero a quelli ereditati dal padre di: I Marchese di Francavilla, III Marchese di Clarafuente e Grande di Spagna di prima classe, Marchese di Carpenetto, Magnate d’Ungheria, Signore di Basaluzzo e Patrizio Genovese.
Alla fine del XVI sec. il Regno di Napoli versava in condizioni economiche critiche date le numerose guerre per la repressione della rivolta di Messina, sedata nel 1679. Gran parte dei possedimenti dei nobili napoletani caduti in rovina vennero venduti all'asta così da ricavarne ducati utili per riarmare l'esercito ed alimentare le casse del Regno. Tra questi furono messe all'asta le terre di Carinola e di Mondragone che, all'epoca, appartenevano al Principe di Stigliano, Nicola María de Guzmán Carafa, morto senza eredi ed enormemente indebitato verso il Regio Fisco. I fratelli Don Domenico e Don Marcantonio Grillo si aggiudicarono tali proprietà per la somma di 124.000 ducati. Domenico, che nel 1681 aveva istituito un "diritto di perpetua primogenitura" che legittimava alla successione i figli primogeniti in perpetuum, morì prima della conclusione dell'atto e, non avendo eredi maschi, lasciò le terre acquistate al fratello Marcantonio. Diventato unico proprietario, quest'ultimo dovette accollarsi i molti debiti accumulati dal Carafa. Alla morte di Marcantonio Grillo quella clausola portò ad una complessa redistribuzione dei possedimenti tra i suoi eredi. Anche se il primogenito Agapito IV Domenico Grillo sarebbe stato il successore diretto, i territori vennero assegnati con testamento solenne da Marcantonio al suo secondogenito Don Carlo Grillo. Dalla contesa emersero pretese anche da parte della figlia del Marchese, la principessa di Valmontone Donna Teresa Grillo, che, tuttavia, restò fuori dalla disputa della spartizione.
Solo l'abile mediazione di Agapito Grillo riuscì a sedare gli animi. Questi, infatti, ripagò il fisco di tutti i debiti accumulati dal precedente proprietario Carafa, riuscendo ad ammortizzare anche le richieste economiche degli altri fratelli. Pertanto, nel 1743, Agapito Grillo liquidò tutti i fratelli e divenne unico Duca delle terre di Mondragone. Gli successe il figlio Don Filippo Agapito V Grillo, il nipote Don Domenico Grillo e il pro-nipote Don Filippo Agapito VI Grillo ultimo Duca di Mondragone che nel 1806 fu colpito dalla legge dell'eversione della feudalità. L'unica erede di quest'ultimo fu Donna Maria Rosa Grillo, moglie del principe di Angri, che dovette affrontare lunghe contese giudiziarie con i comuni di Carinola e di Mondragone per ripagarli dei debiti familiari accumulati.

## Matrimonio e discendenza
Marcantonio sposò il 22 novembre 1671 Maria Antonia Imperiali (1653-20 settembre 1733), figlia di Giovanni Carlo Imperiali, barone di Latiano, membro di un ramo cadetto della famiglia Imperiali di Genova; ebbero i seguenti figli:
- Agapito Domenico (17 novembre 1672-16 gennaio 1738), duca di Mondragone
- Teresa (18 aprile 1676-4 luglio 1762[6]), sposò nel 1703 Camillo Filippo Pamphili, III principe di San Martino al Cimino e Valmontone
- Livia (1680-1746[7]), sposò nel 1702 Giovanni Andrea Mariano Doria Del Carretto, duca di Tursi (1660-1742)
- Nicoletta Clotilde (1681-28 maggio 1779[8]), sposò nel 1698 Alberico III Cybo-Malaspina, duca di Massa e principe di Carrara
- Clelia (1684-1777), sposò nel 1707 Giovanni Benedetto Borromeo Arese, VII marchese di Angera
- Domenico Carlo (1685-in Ecuador, 13 aprile 1724[9]), militò al servizio della Corona spagnola
- Anna Maria Ginevra (1686-29 marzo 1761), sposò Nicola Enrico Loffredi, IX marchese di Trevico (?-19 novembre 1749[10])